# Comando delle forze operative di proiezione
Il Comando delle forze operative di proiezione (COMFOP) dell'Esercito Italiano ha costituito, dal 1º ottobre 1997 al 1º dicembre 2000, il comando delle forze terrestri da proiettare in un'area di crisi unitamente ai reparti di forze armate di altri stati in ambito di una forza multinazionale.

## Storia
Nel 1997 in seguito a un processo di riorganizzazione dell'Esercito Italiano il III Corpo d'Armata, nell'ambito dei provvedimenti connessi con l'attuazione del Nuovo Modello di Difesa dal 1º ottobre 1997 viene riconfigurato nel Comando delle Forze Operative di Proiezione come demoltiplicatore del COMFOTER e costituito da reparti caratterizzati da alta mobilità e prontezza di impiego. La Forza Operativa di Proiezione era costituita dalla Brigata Meccanizzata "Friuli", dalla Brigata bersaglieri "Garibaldi" e dalla Brigata paracadutisti "Folgore" supportate dal 10º Reggimento genio guastatori, dal 3º Reggimento Cavalleria dell'aria "Aldebaran", dal 33º Reggimento logistico di manovra "Ambrosiano", dal Reggimento lagunari "Serenissima", dal 26º reggimento "Bergamo" e dal 121º reggimento "Macerata".

## Ordine di battaglia
Comando Forze di Proiezione (Milano)
- Brigata Bersaglieri "Garibaldi" (Caserta)
  - Reparto Comando e Supporti Tattici "Garibaldi" (Caserta)
  - 8º Reggimento bersaglieri stanziato a Caserta
  - 18º Reggimento Bersaglieri (Cosenza)
  - 131º Reggimento carri (Persano, SA)
  - 19º Reggimento "Cavalleggeri Guide" (Salerno)
  - 11º Reggimento Artiglieria Semovente (Persano, SA)
  - Reparto Sanità "Garibaldi" (Caserta)
  - Battaglione Logistico "Garibaldi" (Caserta)
- Brigata aeromobile "Friuli" (Bologna)
  - Reparto Comando e Supporti Tattici "Friuli" (Bologna)
  - 66º Reggimento Fanteria "Trieste" (Forlì)
  - 6º Reggimento Bersaglieri (Bologna)
  - 3º Reggimento "Savoia Cavalleria" (Grosseto)
  - 21º Reggimento Artiglieria (Bologna)
  - 7º Reggimento AVES "Vega" (Rimini)
    - 25º Gruppo Squadroni Elicotteri Multiruolo "Cigno" (Rimini)
    - 48º Gruppo Squadroni Elicotteri da Attacco "Pavone" (Rimini)
    - 53º Gruppo Squadroni Elicotteri Multiruolo "Cassiopea" (Rimini)

  - Reparto Sanità "Friuli" (posizione quadro, Bologna)
  - Battaglione Logistico "Friuli" (Budrio BO)
- Brigata Paracadutisti "Folgore" (Livorno)
  - Reparto Comando e Supporti Tattici Paracadutisti "Folgore" (Livorno)
  - 1º Reggimento carabinieri paracadutisti "Tuscania" (Livorno)
  - 9º Reggimento d'Assalto Paracadutisti (Livorno)
  - 183º Reggimento Paracadutisti (Pistoia)
  - 186º Reggimento Paracadutisti (Siena)
  - 187º Reggimento Paracadutisti (Livorno)
  - 185º Reggimento Artiglieria Paracadutista (Livorno)
  - 26º Gruppo Squadroni AVES "Giove" (San Giusto Pisa)
  - Reparto Sanità Paracadutisti "Folgore" (posizione quadro, Pisa)
  - Battaglione Logistico Paracadutisti "Folgore" (Pisa)
  - Centro Addestramento di Paracadutismo (Pisa)
- Brigata Meccanizzata "Sassari" (Sassari)[2]
  - 151º Reggimento fanteria "Sassari" (Cagliari)
  - 152º Reggimento fanteria "Sassari" (Sassari)
  - 3º Reggimento bersaglieri (Capo Teulada, SU)
  - 5º Reggimento genio guastatori (Macomer, NU)
  - Reggimento logistico "Sassari" (Cagliari)
- Supporti Tattici e Logistici
  - Reparto Comando FOP (Milano)
  - Reggimento Lagunari "Serenissima" (Venezia-Lido)
  - 121º Reggimento "Macerata" (Fano, PS)
  - 10º Reggimento Genio Guastatori (Cremona)
  - 1º Reggimento Trasmissioni (Milano)
  - 33º Reggimento logistico di manovra "Ambrosiano" (Solbiate Olona, VA)

## Missioni
Al momento della sua costituzione il 10º Reggimento genio guastatori, la brigata "Folgore" e la Brigata bersaglieri "Garibaldi" al comando del generale Mauro Del Vecchio, che ricopriva anche il comando di ITALFOR erano schierati in Bosnia ed Erzegovina nell'ambito dell'Operazione Joint Guard dove operavano nell'area di Mostar sin dal 25 marzo; la Folgore era presente con 9º Reggimento incursori paracadutisti "Col Moschin", mentre i reparti della Brigata "Garibaldi" schierati nella zona erano il Reparto Comando e Supporti Tattici, il battaglione logistico che era presente con la Compagnia Trasporti, l'11º Reggimento artiglieria da campagna semovente "Teramo" di Persano, il 19º Reggimento "Cavalleggeri Guide" di Salerno.
Tali reparti hanno fatto rientro il 15 ottobre, con il comando di ITALFOR ceduto alla brigata alpina "Taurinense" ad eccezione dell'11º Reggimento artiglieria semovente "Teramo" e di uno squadrone blindato del 19º Cavalleggeri Guide che ha operato fino al 7 aprile 1998 data in cui il comando di ITALFOR veniva assunto fino al successivo 7 ottobre dalla Brigata meccanizzata Friuli al cui comando si sono avvicendati durante tale missione il generale di brigata Girolamo Giglio e il Brigadier generale Luigi Chiaravelli. I reparti della Brigata Friuli impiegati furono il Reparto Comando e Supporti Tattici, il battaglione logistico e il 66º Reggimento fanteria meccanizzata "Trieste" di Forlì, mentre altri reparti del COMFOP impiegati in tale lasso di tempo furono l'11º Reggimento artiglieria da campagna semovente "Teramo", il 19º Reggimento "Cavalleggeri Guide" della Brigata Garibaldi e una compagnia fucilieri del Reggimento lagunari "Serenissima".
Il 7 ottobre 1998 il comando di ITALFOR venne assunto fino al 9 aprile 1999 dalla Brigata Ariete. In tale periodo i reparti del COMFOP impiegati furono il 9º Reggimento paracadutisti "Col Moschin", il 66º Reggimento fanteria meccanizzata "Trieste", l'11º Reggimento artiglieria da campagna semovente "Teramo", il 19º Reggimento "Cavalleggeri Guide" di Salerno e una compagnia fucilieri del Reggimento lagunari "Serenissima".
Il 9 aprile 1999 fino al successivo 7 ottobre il comando di ITALFOR venne assunto dalla "Folgore" al comando del generale di brigata Pierluigi Torelli. I reparti del COMFOP impiegati in tale periodo furono il Reparto Comando e Supporti Tattici Folgore, il battaglione logistico Folgore, il 5º battaglione del 186º Reggimento paracadutisti "Folgore", il 187º Reggimento paracadutisti "Folgore" e il 9º Reggimento "Col Moschin". quando il 7 ottobre il comando di ITALFOR venne assunto dalla Brigata "Sassari" il 186º Reggimento paracadutisti "Folgore" di Siena e il 187º Reggimento paracadutisti "Folgore" continuarono nella missione fino al 15 marzo 2000.
Il COMFOP venne impiegato nel Kosovo nell'operazione Joint Guardian nell'ambito della missione ONU KFOR, con la brigata "Garibaldi al comando del generale Del Vecchio e poi del generale Domenico Villani che ha preso parte alla missione con l'11º Reggimento artiglieria da campagna semovente "Teramo", il 19º Reggimento "Cavalleggeri Guide" e il 18º Reggimento bersaglieri dal 12 giugno al 7 settembre 1999.

## Riconfigurazione
Il 1º dicembre 2000 la Forza Operativa di Proiezione viene riconfigurtaa in comando di pianificazione cedendo le sue pedine operative al 1° e al 2º COMFOD.
Il 1º novembre 2001, a seguito della richiesta della NATO di dotarsi di Comandi ad elevata prontezza operativa, il Comando Forze di Proiezione viene riordinato in Corpo d'Armata di Reazione Rapida e dopo avere sostenuto una intensa attività addestrativa e di esercitazioni nell'ambito di un lungo processo di certificazione acquisisce la piena capacità operativa (Full Operational Capability) nel dicembre del 2002 con la denominazione di NATO Rapid Deployable Corps - Italy.